# Kassina senegalensis
A Kassina senegalensis  a kétéltűek (Amphibia) osztályába, a békák (Anura) rendjébe és a mászóbékafélék (Hyperoliidae) családjába tartozó faj.

## Előfordulása
Angola, Botswana, Burkina Faso, a Dél-afrikai Köztársaság, Kamerun, Csád,  Elefántcsontpart, Etiópia, Gambia, Ghána, Guinea, Kenya, a Kongói Demokratikus Köztársaság, a Közép-afrikai Köztársaság, Lesotho, Malawi, Mali, Mozambik, Namíbia, Niger, Nigéria, Ruanda, Szenegál, Sierra Leone, Szomália, Szudán, Szváziföld, Tanzánia, Uganda, Zambia, Zimbabwe területén honos. Jelenléte bizonytalan Benin, Bissau-Guinea,  Burundi, a Kongói Köztársaság, Eritrea, Mauritánia és Togo területén.

## Külső hivatkozás
- Képek az interneten a nembe tartozó fajokról